# Wouldn't It Be Loverly
"Wouldn't It Be Loverly" é uma canção de Alan Jay Lerner and Frederick Loewe, escrita para o filme musical My Fair Lady, dirigido por George Cukor, na qual integram várias personagens pobres da baixa de Londres, dançando e cantando em um ritmo animado.
A protagonista e iniciante da dança é Eliza Doolittle (que comete vários erros de pronúncia característicos de uma Cockney), uma vendedora de flores na rua, interpretada no filme por Audrey Hepburn.
Tudo começa com sonhos de alguns homens trabalhadores, quando Eliza começa a aprofundar o assunto.
Fala de chocolate, cadeirões fofos, cara, mãos e pés quentes, de companhia e de todos os sonhos da sua classe. Pouco depois, todos a acompanham, dançando por todo o lado e espalhando vegetais.
A canção acaba com a frase Wouldn't It Be Loverly? cantada num sentido dramático, dando ênfase a todo o citado na letra.